# SEA BREEZE 2016
『SEA BREEZE 2016』（シー・ブリーズ 2016）は、2016年3月16日に発売された角松敏生のデビュー・アルバム『SEA BREEZE』のリテイク・アルバム。

## 解説
デビュー35周年記念第一弾リリース作品。1981年リリースのデビュー・アルバム『SEA BREEZE』のアナログ・マルチ・テープをデジタルにアーカイブし、当時の演奏トラックをそのままに、2016年時点の角松の歌やコーラスを再レコーディングしたリテイク&リミックス・アルバム。ブックレットには、角松自身によるセルフ・ライナー・ノーツを収載。

## パッケージ、アートワーク
ジャケットはデビュー当時の写真をベースに、角松が「当時こう表現したかった」という色合いに修正した写真が使用されている。ブックレット中面およびアーティスト写真はデビュー当時に撮影した場所である神奈川県葉山町の洋菓子店“パティスリー・ラ・マーレ・ド・チャヤ”のオープン・テラスにて撮影。この店舗では2001年リリースのデビュー20周年記念シングル「心配/YOKOHAMA Twilight Time」でも撮影に使われた。

## 収録曲

### SEA BREEZE 2016
1. Dancing Shower  –  (4:57)[1][2]
オリジナル原盤では、エレベーターでディスコに行くという設定のオープニングがSEで追加されていたが、今回のリテイクに際し、SEはすべて排された。この曲では歌い直しのほか、新たにコーラスが追加されている。
2. Elena  –  (5:36)[1][2]
デビュー直前に自身のバンド用に書かれた曲。女性ファッション雑誌『JJ』のトップ・モデルだった小川エレナへの憧れで作られた曲。デモ・テープの段階ではテンポの遅いバラッドだったが、軽快なものに変えられたという。今回は歌い直しのほか、コーラスやスキャットが追加されて角松自身“この曲の持つスウィートさを際立たせられた”という。また、エンディング部にどうしてもソプラノ・サックスを入れたくなったとの理由で、本田雅人によるソロが新たにダビングされた。その他、最初のイントロ部分に新たにピアノの音が加えられている。
3. Summer Babe  –  (7:10)[1][2]
フェードアウトに続けて収録されていたインストパートが、オリジナル原盤より長くなっている。
4. Surf Break  –  (4:46)[1][2]
角松によれば、メーカー・サイドはこの曲で話題性のある女性シンガーとのデュエットを考えていたことから、EPOが参加することになった。今回の歌い直しでEPOとの歌唱力の違いを埋めることが出来たという。
5. YOKOHAMA Twilight Time  –  (5:25)[1][2]
角松によれば、シングルを意識して作った曲で、見事にシングルに採用されたのが嬉しかったと記憶しているという。20周年の時にリリースされたシングル「心配 / YOKOHAMA Twilight Time」[注釈 3]でオリジナルとほぼ同じミュージシャンで再レコーディングされたが、今回は当時のトラックに向かい合って、当時の空気感に寄り添いながら、今の歌唱力があったらどんなだったろうかということを想像しながら歌ったという。また当時、この曲の間奏をアコースティック・ギターでやるとサウンド・プロデューサーの志熊研三が言い出したので、所属事務所の社長だった藤田浩一に懇願して、トップダウンでサックス・ソロにしてもらい、自分の意見が通ったのが嬉しかったという。
6. City Nights  –  (4:53)[1][2]
歌い直しのほか、コーラスが録り直されている。角松によれば、当時表現できなかった艶を出せたことで、この曲の本当の魅力を引き出せたのではないだろうかという。
7. Still I'm In Love With You  –  (6:23)[1][2]
この曲はデビューを決めた想い出の曲でもあるので数回のリテイクおよび、リメイクを行ってきたが、オリジナル・トラックを使用した歌い直しは、1985年のバラード・ベスト『T's BALLAD』[注釈 4]以来なので新鮮だったという。また、ずっとそうしたかったとの理由で、鈴木茂のバッキング・ギターが秀逸だったことから、今回はバランスがかなり上げられている。
8. Wave  –  (6:10)[1]
オリジナル原盤では前曲から続けて収録されていた波音がカットされている。
Bonus Track
9. Last Summer Station（※初回生産限定盤のみ）  –  (4:47)[1]
初回生産限定盤にボーナス・トラックとして収録された、当時の未発表音源。この楽曲は角松が17歳だった頃に覚えたてのジャズ・コードを使い、ボサノヴァ風の曲に挑戦しようと試みたというもの。ストリングスやホーンも入り、レコーディングもすべて終了していたが、収録曲がすべて演奏時間が長く、この曲がアルバムに入ると収録時間が長くなりレコードの音質が悪くなるとの理由で外されていた。今回の収録に際し、新たにボーカルがレコーディングされた。

### SEA BREEZE -Laser Turntable Edition-
初回生産限定盤のみ、光で表面の信号起伏を読み取るマスター型レーザー・ターンテーブルを使用して、角松のファンから募集して借用した未使用アナログ盤を読み取り、リマスタリングしたCDを同梱。マスター型レーザーターンテーブルを使用したCDの発売はこれが世界初の試みとなる。
1. Dancing Shower  –  (4:43)[1]
2. Elena  –  (5:20)[1]
3. Summer Babe  –  (6:12)[1]
4. Surf Break  –  (5:18)[1]
5. YOKOHAMA Twilight Time  –  (5:14)[1]
6. City Nights  –  (4:51)[1]
7. Still I'm In Love With You  –  (6:20)[1]
8. Wave  –  (6:29)[1]

## クレジット
| Musicians |
|           |

| - Drums - SHUICHI“PONTA”MURAKAMI - TATSUO HAYASHI (PARACHUTE) - YUKARI UEHARA                              |
| |
| - Bass - TSUGUTOSHI GOTO - YASUO TOMIKURA - MIKE DAN (PARACHUTE) - AKIHIRO TANAKA                          |
| |
| - Keyboards - NOBUYUKI SHIMIZU - HIROSHI SHIBUI - HARUO TOGASHI                                            |
| |
| - Synthesizer - JUN SATO - NOBUYUKI SHIMIZU - AKIRA INOUE (PARACHUTE)                                      |
| |
| - Electric Guitar - SHIGERU SUZUKI - MASAKI MATSUBARA (PARACHUTE) - TSUYOSHI KON (PARACHUTE) - TORU AOYAMA |
| |
| - Acoustic Guitar - CHUEI YOSHIKAWA - SHIGERU HARA                                                         |

| - Percussion - NOBU SAITO (PARACHUTE) - PECKER - YUKI SUGAWARA - TADANORI ANAI                                    |
| |
| - Syn.Programming - KEIJI URATA (Emu)                                                                             |
| |
| - Saxphone - JAKE H CONCEPTION - KOJI KATAYAMA                                                                    |
| |
| - Trombone - EIJI ARAI GROUP - SHIGEHARU MUKAI GROUP                                                              |
| |
| - Trumpet - KAZUMI TAKEDA GROUP - KENJI NAKAZAWA GROUP                                                            |
| |
| - Strings - TOMATO STRINGS - JOE STRINGS                                                                          |
| |
| - Background Vocal - BUZZ - EPO - MAKOTO MATSUSHITA - HIDEHITO YAMADA - TATSUSHI UMEGAKI - MICHIKO OGATA - ...etc |

| Produced by TOSHIKI KADOMATSU          |
|                                        |
| All songs written by TOSHIKI KADOMATSU |
| Vocal Arranged by TOSHIKI KADOMATSU    |

| Arranged in 1981 by | - KENZO SHIKUMA [1,3,5,8] - NOBUYUKI SHIMIZU [2,9] - TSUGUTOSHI GOTO [4,7] - MASAKI MATSUBARA [6] |

|                                                          |
| “Elena” 2016 Additional Saxophone : MASATO HONDA         |
|                                                          |
| Mixed by EIJI UCHINUMA (MIXER'S LAB) & TOSHIKI KADOMATSU |

| Recorded by | - KEIZO SUZUKI (1981) - EIJI UCHINUMA (MIXER'S LAB) (1981) - SHINICHI KAWASUMI (2016) |

| Directed by TETSUO KOKUBU (BEANS)      |
| A&R : ETSUKO NOGUCHI (ARIOLA JAPAN)    |
|                                        |
| Pro Tools Operator : SHINICHI KAWASUMI |

| Assistant Engineer : | - SORA TAMIYA (MIXER'S LAB) - TAKUYA KATO (Warner Music Mastering) |

| Mastererd by ISAO KIKUCHI (Warner Music Mastering) |
| Mixed at LAB recorders                             |

| Recorded at | - SOUND INN (1981) - NICHION STUDIO (1981) - HITOKUCHIZAKA STUDIO (1981) - RVC STUDIO (1981) - Laboratori di Musica Nene (2016) |

| Recording Date : | - Feb 23rd - Apr 7th 1981 - Dec 21st 2015 - Feb 10th 2016 |

| Mastered at Warner Music Mastering |

| Engineers Management : | - TOMOKO WATANABE (MIXER'S LAB) - MASUMI WATANABE (Warner Music Mastering) |

| Studio Management : | - TOMOKO WATANABE (MIXER'S LAB) - JUNKO TAKAYAMA (MIXER'S LAB) |

| Production Desk : | - AKIKO SUNADOI (BEANS) - KYOKO SUGIURA (BEANS) - AKI TAKAHASHI (BEANS) |

| Network Promotion : MITSUKI HIRABAYASHI (Sony Music Marketing) |

| Sales Promotion : | - TAKAFUMI OZAWA (Sony Music Marketing) - YU KASHIWAGI (Sony Music Marketing) |

| Supervisor : RYUICHI KASHIWAGI (ARIOLA JAPAN) |

| Executive Supervisor : | - SHUNSUKE MURAMATSU (Sony Music Labels) - DAISUKE KATSURADA (Sony Music Labels) - SHUNSUKE FUJIWARA (ARIOLA JAPAN) |

| Art Direction & Design : SWINGARM |

| Photography : | - YOSHINIRI ONDA (1981) - TAKAYUKI OKADA (2016) |

| Photographic Coordinator : NAOYA MATSUKI (1981) |
| Stying : YOHKO TANAKA                           |
| Hair & Make-up : TOMOKO MIYAGAWA est un)        |

| Creative Coordination : | - YUMI EBATA (Sony Music Communications) - MAKOTO TANI (Sony Music Communications) |

| |
| - MASATO HONDA - by the courtesy of Universal Jazz, a division of Universal Music LLC                                                              |
| |
| - NOBUYUKI SHIMIZU - Appears through the courtesy of KING RECORDS                                                                                  |
| |
| - TATSUO HAYASHI, MIKE DAN, AKIRA INOUE, - MASAKI MATSUBARA, TSUYOSHI KON, NOBU SAITO (PARACHUTE) - Appears through the courtesy of CANYON RECORDS |

## リリース日一覧
| 地域 | リリース日    | レーベル                                      | 規格                   | カタログ番号                     | 備考 |
| ---- | ------------- | --------------------------------------------- | ---------------------- | -------------------------------- | --- |
| 日本 | 2016年3月16日 | IDEAK ⁄ ARIOLA JAPAN ⁄ Sony Music Labels Inc. | 2CD                    | BVCL 707~8【初回生産限定盤】     | 未発表音源「Last Summer Station」収録。マスター型レーザーターンテーブルで当時の『SEA BREEZE』のアナログLPを読み取り、リマスタリングしたCDとの2枚組。 |
| 日本 | 2016年3月16日 | IDEAK ⁄ ARIOLA JAPAN ⁄ Sony Music Labels Inc. | CD                     | BVCL 709【通常盤】               | |
| 日本 | 2016年6月15日 | IDEAK ⁄ ARIOLA JAPAN ⁄ Sony Music Labels Inc. | 2LP                    | BVJL 19~20【完全生産数量限定盤】 | 『SEA BREEZE 2016』と『SEA BREEZE』のアナログ2枚組による完全生産数量限定盤。                                                                         |
| 日本 | 2016年3月16日 | IDEAK ⁄ ARIOLA JAPAN ⁄ Sony Music Labels Inc. | デジタル・ダウンロード | -                                | 通常音源 |
| 日本 | 2016年7月13日 | IDEAK ⁄ ARIOLA JAPAN ⁄ Sony Music Labels Inc. | デジタル・ダウンロード | -                                | ハイレゾ音源（flac形式(96kHz/24bit)） |